# بیل گراس
بیل گراس، (به انگلیسی: Bill Gross) (زاده ۱۹۴۴) کارآفرین، سرمایه‌گذار و مدیر ارشد اجرایی آمریکایی است، که در سال ۱۹۷۱ شرکت پیمکو را تأسیس نمود.
پیمکو در سال ۲۰۰۰ توسط شرکت بیمه آلیانتس خریداری گردید. این شرکت در حال حاضر با دارایی ۲۴۲٫۷ میلیارد دلار، مالک بزرگترین صندوق سرمایه‌گذاری مشترک در جهان می‌باشد.